# 6:e dagen
6:e dagen (engelska The 6th Day) är en kanadensisk/amerikansk science fiction-action från 2000 i regi av Roger Spottiswoode med Arnold Schwarzenegger i huvudrollen. Filmen hade Sverigepremiär den 1 december 2000.

## Handling
Människan har lärt sig att klona människor. Det är inte tillåtet, men en grupp gör det ändå. En kväll när Adam kommer hem har han ersatts av en klon. Hans liv slås i spillror samtidigt som han utsätts för mordförsök eftersom fel man har blivit klonad. Han klarar sig och lyckas komma skurkarna på spåret.

## Om filmen
Filmen är inspelad i Vancouver, Toronto, Richmond och  Burnaby, samtliga i Kanada.
Den hade världspremiär den 28 oktober 2000 på Tokyo International Film Festival. Den hade svensk premiär den 1 december samma år och är tillåten från 15 år.

## Rollista (urval)
| Arnold Schwarzenegger | – Adam Gibson         |
| Michael Rapaport      | – Hank Morgan         |
| Tony Goldwyn          | – Michael Drucker     |
| Michael Rooker        | – Robert Marshall     |
| Sarah Wynter          | – Talia Elsworth      |
| Wendy Crewson         | – Natalie Gibson      |
| Rodney Rowland        | – P. Wiley            |
| Robert Duvall         | – doktor Griffin Weir |
| Steve Bacic           | – Johnny Phoenix      |

## Musik i filmen
- Happy Birthday to You, skriven av Mildred J. Hill och Patty S. Hill
- Teddy Bears Picnic, musik John W. Bratton, text Jimmy Kennedy
- Take a Piece of Me, skriven av Michael Wandmacher, framförd av Khursor
- Darker Day, skriven av Michael Wandmacher, framförd av Khursor med Jane Fontana
- Take Me Down, skriven och framförd av Michael Wandmacher